# Jorge Herbas Balderrama
Jorge Herbas Balderrama OFM (ur. 1 czerwca 1963 w Mizque) – boliwijski duchowny rzymskokatolicki, od 2009 prałat terytorialny Aiquille.

## Życiorys
Święcenia kapłańskie przyjął 27 grudnia 1990 w zakonie franciszkanów. Po święceniach został proboszczem w Sucre. W 1999 został konsultantem prawnym prowincji oraz definitorem, a następnie objął stanowiska prowincjalnego sekretarza ds. formacji i studiów oraz przewodniczącego sądu kościelnego pierwszej instancji archidiecezji Cochabamba.
29 grudnia 2006 papież Benedykt XVI mianował go koadiutorem prałata terytorialnego Aiquille. Sakry biskupiej udzielił mu 24 marca 2007 kard. Julio Terrazas Sandoval. 25 marca 2009 objął pełnię rządów w prałaturze.